# Draft NBA 1952
Il Draft NBA 1952 si è svolto il 26 aprile 1952 a Minneapolis, Minnesota, e fu poco interessante per la minima presenza di talenti. L'unica eccezione è il membro del Basketball Hall of Fame, Clyde Lovellette.

## Scelta territoriale
|  | = All-Star     |
|  | = Hall of Fame |

| Scelta | Giocatore  | Nazionalità | Squadra NBA           | Scuola/ex squadra |
| ------ | ---------- | ----------- | --------------------- | ----------------- |
|        | Bill Mlkvy | Stati Uniti | Philadelphia Warriors | Temple            |

## Giocatori scelti al 1º giro
| Scelta | Giocatore              | Nazionalità | Squadra NBA            | Scuola/ex squadra |
| ------ | ---------------------- | ----------- | ---------------------- | ----------------- |
| 1      | Mark Workman (F/C)     | Stati Uniti | Milwaukee Hawks        | West Virginia     |
| 2      | Jim Baechtold (F/G)    | Stati Uniti | Baltimore Bullets      | Eastern Kentucky  |
| 3      | Dick Groat (G)         | Stati Uniti | Fort Wayne Pistons     | Duke              |
| 4      | Joe Dean               | Stati Uniti | Indianapolis Olympians | Louisiana State   |
| 5      | Ralph Polson (F/C)     | Stati Uniti | New York Knicks        | Whitworth         |
| 6      | Bill Stauffer          | Stati Uniti | Boston Celtics         | Missouri          |
| 7      | Bob Lochmueller (F)    | Stati Uniti | Syracuse Nationals     | Louisville        |
| 8      | Chuck Darling          | Stati Uniti | Rochester Royals       | Iowa              |
| 9      | Clyde Lovellette (C/F) | Stati Uniti | Minneapolis Lakers     | Kansas            |

## Giocatori scelti nei giri successivi con presenze nella NBA
| Scelta | Giocatore         | Nazionalità | Squadra NBA            | Scuola/ex squadra      |
| ------ | ----------------- | ----------- | ---------------------- | ---------------------- |
| 10     | Eddie Miller      | Stati Uniti | Milwaukee Hawks        | Syracuse               |
| 12     | Don Meineke       | Stati Uniti | Fort Wayne Pistons     | Dayton                 |
| 13     | Walt Davis        | Stati Uniti | Philadelphia Warriors  | Texas A&M              |
| 14     | Zeke Zawoluk      | Stati Uniti | Indianapolis Olympians | St. John's             |
| 16     | Jim Iverson       | Stati Uniti | Boston Celtics         | Kansas State           |
| 18     | Jack McMahon      | Stati Uniti | Rochester Royals       | St. John's             |
| -      | Herm Hedderick    | Stati Uniti | Boston Celtics         | Canisius               |
| -      | Gene Conley       | Stati Uniti | Boston Celtics         | Washington State       |
| -      | Blaine Denning    | Stati Uniti | Baltimore Bullets      | Lawrence Tech          |
| -      | Chuck Grigsby     | Stati Uniti | Baltimore Bullets      | Dayton                 |
| -      | Bob Peterson      | Stati Uniti | Baltimore Bullets      | Oregon                 |
| -      | Bob Priddy        | Stati Uniti | Baltimore Bullets      | New Mexico State       |
| -      | Jim Walsh         | Stati Uniti | Baltimore Bullets      | Stanford               |
| -      | Gene Rhodes       | Stati Uniti | Indianapolis Olympians | Western Kentucky       |
| -      | Skippy Whitaker   | Stati Uniti | Indianapolis Olympians | Kentucky               |
| -      | George McLeod     | Stati Uniti | Milwaukee Hawks        | Texas Christian        |
| -      | Bobby Watson      | Stati Uniti | Milwaukee Hawks        | Kentucky               |
| -      | Jim Holstein      | Stati Uniti | Minneapolis Lakers     | Cincinnati             |
| -      | Carl McNulty      | Stati Uniti | Minneapolis Lakers     | Purdue                 |
| -      | Dick Bunt         | Stati Uniti | New York Knicks        | NYU                    |
| -      | Bert Cook         | Stati Uniti | New York Knicks        | Utah State             |
| -      | Dick Surhoff      | Stati Uniti | New York Knicks        | Long Island            |
| -      | Tom Brennan       | Stati Uniti | Philadelphia Warriors  | Villanova              |
| -      | Moe Radovich      | Stati Uniti | Philadelphia Warriors  | Wyoming                |
| -      | Ronnie MacGilvray | Stati Uniti | Rochester Royals       | St. John's             |
| -      | Jim Brasco        | Stati Uniti | Syracuse Nationals     | NYU                    |
| -      | Ken McBride       | Stati Uniti | Syracuse Nationals     | Maryland Eastern Shore |